# Abbotts
Abbotts is een spookdorp in de regio Mid West in West-Australië.

## Geschiedenis
Rond 1898 ontstond een dorp nabij twee goudmijnen, de 'Abbott Goldmine' en de 'Black Iguana Goldmine'. De eerste vermelding van de 'Abbott Goldmine' stamt uit 1894, toen de mijn door goudzoekers aan de beursgenoteerde 'Abbotts Gold Mining Company' werd verkocht.
Het dorp werd in 1900 officieel gesticht en Abbotts genoemd naar de goudmijn die naar goudzoeker Vincent Abbott was vernoemd.

## Ligging
Abbotts maakt deel uit van het lokale bestuursgebied (LGA) Shire of Meekatharra waarvan Meekatharra de hoofdplaats is. In het district liggen nog enkele verlaten mijndorpjes waaronder Nannine, Garden Gully, Gabanintha, Peak Hill en Horseshoe.
Het verlaten dorp ligt 796 kilometer ten noordnoordoosten van de West-Australische hoofdstad Perth, 442 kilometer ten zuidzuidwesten van Newman en 40 kilometer ten noordwesten van het aan de Great Northern Highway gelegen Meekatharra.

## Klimaat
Abbotts kent een warm woestijnklimaat, BWh volgens de klimaatclassificatie van Köppen.